# 日里村 (岡山県)
日里村（ひさとそん）は、岡山県川上郡にあった村。現在の井原市の一部にあたる。

## 地理
成羽川支流・日名川、城平川の上流域に位置していた。

## 歴史
- 1889年（明治22年）6月1日、町村制の施行により、川上郡明治村、黒忠村が合併して村制施行し、日里村が発足[1][2]。旧村名を継承した明治、黒忠の2大字を編成[2]。
- 1890年（明治23年）青年組織の明治義会設立[2]。
- 1902年（明治35年）黒忠母姉会設立[2]。
- 1905年（明治38年）日里村青年団設立[2]。

- 1907年（明治40年）頃、日里村信用販売購買利用組合設立[2]。
- 1910年（明治43年）明治婦人会設立[2]。
- 1911年（明治44年）黒忠母の会設立[2]。
- 1916年（大正5年）黒忠処女会設立[2]。
- 1926年（大正15年）川上郡女子青年団設立[2]。
- 1927年（昭和2年）黒忠女子青年会設立[2]。
- 1954年（昭和29年）6月1日、小田郡美山村・堺村・宇戸村と合併し、町制施行し小田郡美星町を新設して廃止された[1][2]。合併後、美星町大字明治・黒忠となる[2]。

## 教育
- 1947年（昭和22年）日里中学校開校[2]。1964年（昭和39年）閉鎖[2]。

## 産業
- 農業[2]